# Unterdöbernitzen
Unterdöbernitzen je naselje občine Cirkno v okraju Šmohor na Koroškem v Avstriji.